# Iちゃんねる
iちゃんねる（アイちゃんねる）は、2012年7月12日から2019年1月までグリーンチャンネルで放送されていた岩手競馬に関する競馬情報番組である。提供・番組監修は岩手県競馬組合。
放送日前後に行われる特別競走、重賞競走のプレイバック、展望などを行い、後半は現役騎手などのゲストを招いてトークを行っている。

## 放送時間
初回放送
木曜日 21:00 - 21:30
再放送
金曜日2:00-2:30（木曜日深夜 26:00 - 26:30）
2014年10月から再放送開始。
また、冬期休催期間の放送はない。

## 出演
- ふじポン
原則毎週東京のスタジオから放送するが、（お盆開催など）岩手競馬の開催日と重複する場合はSkype中継や競馬場での事前収録で出演する。

盛岡競馬場からのSkype中継で出演
- 松尾康司（まつお こうじ・テシオ編集長・通称：ドクトル松尾）
- 横川典視（よこかわ のりちか・通称：よこてん）
2013年から松尾、横川は週替りで登場する。

ゲスト
- 井上オークス
- 岡部玲子
- 六車奈々
- 荘司典子
- 矢部美穂
- 古谷剛彦
- Dr.コパ
- 内田利雄
- 上田健人
- 菅原勲
- 井崎脩五郎
- 鈴木淑子

## テーマ曲
- Never give up（ふじポン）